# Dent (Ohio)
Dent és una concentració de població designada pel cens dels Estats Units a l'estat d'Ohio. Segons el cens del 2000 tenia 7.612 habitants.

## Demografia
Segons el cens del 2000, Dent tenia 7.612 habitants, 3.190 habitatges, i 2.130 famílies. La densitat de població era de 489 habitants/km².
Dels 3.190 habitatges en un 28% hi vivien nens de menys de 18 anys, en un 54,8% hi vivien parelles casades, en un 8,1% dones solteres, i en un 33,2% no eren unitats familiars. En el 28,1% dels habitatges hi vivien persones soles el 10,3% de les quals corresponia a persones de 65 anys o més que vivien soles. El nombre mitjà de persones vivint en cada habitatge era de 2,39 i el nombre mitjà de persones que vivien en cada família era de 2,95.
Per edats la població es repartia de la següent manera: un 22,7% tenia menys de 18 anys, un 9% entre 18 i 24, un 27,6% entre 25 i 44, un 25,2% de 45 a 60 i un 15,5% 65 anys o més.
L'edat mediana era de 39 anys. Per cada 100 dones de 18 o més anys hi havia 91,2 homes.
La renda mediana per habitatge era de 49.048 $ i la renda mediana per família de 59.888 $. Els homes tenien una renda mediana de 41.406 $ mentre que les dones 31.460 $. La renda per capita de la població era de 24.403 $. Aproximadament l'1,6% de les famílies i el 3,7% de la població estaven per davall del llindar de pobresa.

## Poblacions properes
El següent diagrama mostra les poblacions més properes.